# بک فور بلاد
بک فور بلاد (به انگلیسی: Back 4 Blood) یک بازی چندنفره در سبک ترس و بقا که توسط ترتل راک استودیوز توسعه یافته و برای مایکروسافت ویندوز، پلی‌استیشن ۴، پلی‌استیشن ۵، اکس‌باکس وان و اکس‌باکس سری اکس و سری اس در ۲۲ ژوئن ۲۰۲۱ توسط سرگرمی تعاملی برادران وارنر منتشر شد . این بازی نخستین بار در مراسم جوایز بازی ۲۰۲۰ معرفی شد.